# 江松民
江松民（1956年9月14日—），又名江松明，筆名山風，作曲家、琴師，中國國家1級作曲（正高級職稱），現在是廈門市歌仔戲劇團藝術委員會副主任委員。
在校學習鋼琴和作曲專業，畢業后分配到漳州市薌劇團參加歌仔戲音樂工作，在樂隊演奏大提琴、低音提琴、揚琴等樂器，並參與創作。
曾多次到台灣創作音樂，在台灣的作品有《燕雲十六州》、《梨園天神》（與劉文亮合作）、《圍城記》、《濟公活佛》（薌劇風格版）、《劍神呂洞賓》（與陳孟亮合作，瞿春泉指揮台灣國立實驗國樂團）、《鬼駙馬》（與陳孟亮合作）等。
他與陳彬 (歌仔戲)、楊森林合作《鄭秀琴薌劇唱腔精品專輯》光盤的音樂編曲配器，並在專輯中演奏大提琴（主弦；領奏琴師是楊森林，鼓師是謝梁波，大廣弦是王田水，月琴和三弦是鄭解放，陳彬 (歌仔戲)指揮漳州市薌劇團樂隊）。
他與朱偉捷合作的廈門市歌仔戲劇團歌仔戲現代戲《邵江海》得到2007年中華人民共和國文化部第12屆文華獎的「文華音樂創作獎」。
譜曲作品有《大廣弦與海》、《喜相逢》、《鷺島風情》、《遇皇后》等。